# Domek Niani A.S. Puszkina
Domek Niani A.S. Puszkina (ros. Домик няни А. С. Пушкина, Domik niani A. S. Puszkina) – muzeum etnograficzne poświęcone życiu Ariny Rodionowny Jakowlewej, niani Aleksandra Siergiejewicza Puszkina, która wywarła wpływ na twórczość poety. Muzeum zlokalizowane jest we wsi Kobrino rejonu gatczyńskiego obwodu leningradzkiego. Założone zostało 3 lipca 1974 jako filia muzeum Dom Nadzorcy Stacji (Дом станционного смотрителя, Dom stancionnogo smotritiela). Od 2006 Domek Niani A.S. Puszkina jest agendą Rosyjskiego Muzeum A.S. Puszkina (Всероссийский музей А. С. Пушкина).

## Historia
Gdy w 1781 roku chłopka pańszczyźniana Arina Rodionowna Jakowlewa wyszła za mąż za Fiodora Matwiejewa, chłopa ze wsi Kobrino, dostała pozwolenie od swoich właścicieli, Hannibalów (przodków poety po kądzieli), na przeprowadzenie się do domu małżonka do wsi Łampowo ujezdu koporskiego, w pobliżu wsi Sujda, gdzie mieszkała od urodzenia. Przebywała w Kobrinie do 1798, do czasu, gdy została wzięta na dwór Marii Aleksiejewny Hannibal (babki przyszłego poety) w charakterze mamki starszej siostry Aleksandra Puszkina (Olgi). Rok później – po urodzeniu Aleksandra – zajęła się również nim. W tymże roku wyjechała z Puszkinami do Petersburga.
Rzeczywisty dom Ariny Rodionowny nie zachował się. Ekspozycja muzealna mieści się w pochodzącej z XIX wieku chacie krewnych Jakowlewej. W 1951 roku dom ten został wykupiony przez nauczycielkę szkoły w Kobrinie – Natalję Michajłowną Nyrkową (Наталья Михайловна Ныркова) – która dokonała podstawowych prac konserwatorskich chaty, a następnie udostępniła ją dla zwiedzających. Pracą Nyrkowej zainteresowało się Wszechrosyjskie Muzeum A.S. Puszkina, a dzięki staraniom jednej z pracowniczek instytucji – Niny Granowskiej (Нина Ивановна Грановская), zasłużonej działaczki kultury Rosji – 3 lipca 1974 w domu otwarto muzeum etnograficzne.

## Wystawa
W Domku Niani A.S. Puszkina został odtworzony wystrój chłopskiej chaty z XVIII wieku. Pomocni tutaj okazali się miejscowi mieszkańcy, którzy udostępnili na ten cel zachowane w rodzinach pamiątki. Rzeczą, która według legendy należała do Ariny Rodionowny Jakowlewej, jest płótniana torba podróżna. Renowacja muzeum odbywa się siłami miejscowych władz i kobryniczan.

## Zwiedzanie
Poświęcone niani Puszkina muzeum wchodzi współcześnie w skład państwowej instytucji kultury Agencja Muzealna (Музейное агентство, Muziejnoje agienstwo) i stanowi atrakcję dwóch tras turystycznych: Puszkiński pierścień rejonu gatczyńskiego (Пушкинское кольцо Гатчинского района, Puszkinskoje kolco Gatczinskogo rajona) oraz Droga przez miejsca święte rejonu gatczyńskiego (По святым местам Гатчинского района, Po swiatym miestam Gatczinskogo rajona).